# Ossie Schectman
Oscar Benjamin „Ossie“ Schectman (* 30. Mai 1919 in New York City, New York; † 30. Juli 2013 in Delray Beach, Florida) war ein US-amerikanischer Basketballspieler der New York Knicks in der Basketball Association of America (BAA) sowie der Philadelphia SPHAs und der Paterson Crescents in der American Basketball League (ABL).
Der 1,83 Meter große Point Guard erzielte den ersten Korb in der Geschichte der NBA mit einem beidhändigen Unterhand-Korbleger.

## Werdegang
Schectman, Sohn jüdischer Einwanderer, wuchs in Brooklyn in Armut auf. Wie viele andere junge Juden spielte er Basketball und etablierte sich als einer der besten Korbjäger der Stadt. Mit seiner High School in Flatbush errang er in seinem Senior-Jahr die Stadtmeisterschaft. Weil er in Clair Bees Beach Club arbeiten durfte, folgte er dem Head Coach der Blackbirds an die Long Island University und gewann 1939 und 1941 unter ihm zwei National Invitation Tournaments.
1941 schloss er sich den Philadelphia SPHAs an, einem Team der Profiliga ABL, obwohl er ursprünglich von einem New Yorker Club gedraftet worden war. Schectman hatte sein Spiel bei einigen New Yorker Spielern der SPHAs abgeguckt und wusste, dass Eddie Gottlieb auch bei Verletzung zahlte. Er fuhr üblicherweise zusammen mit den anderen New Yorker Spielern vor Heimspielen mit der Bahn nach Philadelphia. Bei den SPHAs, mit denen er zwei Meisterschaften gewann, etablierte sich Schectman als zuverlässiger Spielmacher, der durchschnittlich zehn Punkte pro Spiel erzielte. Er erzielte seine Punkte damals vorwiegend mit einem heute archaisch anmutenden Korbleger, bei dem der Ball nicht einhändig über dem Kopf, sondern zweihändig auf Brusthöhe losgelassen wurde, und mit dem im modernen Basketball ebenfalls überholten Standwurf.
Schectman spielte nach dem College 1941/42 auch für die Grumman Aircraft Flyers der Grumman Aerospace Corporation und leistete seinen Militärdienst von 1943 bis 1946. Nach dem Ende des Zweiten Weltkrieges wurde er von den New York Knicks der Profiliga BAA (einem Vorläufer der heutigen National Basketball Association) für ein Gehalt von 60 Dollar pro Spiel verpflichtet. Am 1. November 1946 eröffnete die BAA mit der Partie New York Knicks – Toronto Huskies: Kapitän Schectman erzielte den ersten Korb des Spiels und somit den ersten Korb in der Geschichte der BAA und ihres Nachfolgers, der NBA. Übrigens waren viele seiner Teamkollegen (Sonny Hertzberg, Stan Stutz, Hank Rosenstein, Ralph Kaplowitz, Jake Weber, und Leo Gottlieb) ebenfalls New Yorker Juden. Schectman erzielte in seiner einzigen BAA-Saison 8,1 Punkte und 2,0 Assists pro Spiel. Er war mit 109 Assists der drittbeste Vorlagengeber der BAA-Saison 1946/47.
Nach seinem Knicks-Jahr ging Schectman wieder zur Konkurrenzliga ABL und führte die Paterson Crescents zur ABL-Meisterschaft. 1950 beendete er seine Profikarriere.
Schectman ist Mitglied der National Jewish Hall of Fame.